# Marie Godefroy
Marie Godefroy (* 14. Juli 1873 in Moivrons; † 18. September 1953 im Kloster Sept-Fons) war ein französischer Trappistenabt.

## Leben
François-Louis-Donat Godefroy wurde 1896 in Nancy zum Priester geweiht. Die Stationen seines Wirkens waren: Vikar in Saint-Epvre und Briey, ab 1900 Pfarrer in Colmey, ab 1903 Dozent am Priesterseminar Nizza, ab 1908 am Priesterseminar Nancy und ab 1919 dessen Leiter. 1928 trat er im Alter von 55 Jahren in das Kloster Sept-Fons ein und erhielt den Ordensnamen Marie. Er legte 1930 Profess ab und wurde 1934 unter Abt Jean-Baptiste Chautard zum Prior und (nach dessen Tod) am 28. Dezember 1935 zum Abt gewählt. Seine Abtszeit endete 1949. Er starb 1953 im Alter von 80 Jahren.